# Sofia Open (Grand Prix)
Il Sofia Open (Grand Prix) è stato un torneo di tennis che ha fatto parte del Grand Prix. Il torneo è stato giocato dal 1980 al 1981 .

## Albo d'oro

### Singolare
| Anno | Vincitore      | Finalista     | Punteggio     |
| ---- | -------------- | ------------- | ------------- |
| 1980 | Per Hjertquist | Vadim Borisov | 6–3, 6–2, 7–5 |
| 1981 | Richard Meyer  | Leo Palin     | 6–4, 7–6, 7–6 |

### Doppio
| Anno | Vincitori                           | Finalisti                      | Punteggio     |
| ---- | ----------------------------------- | ------------------------------ | ------------- |
| 1980 | Hartmut Kirchhubel Robert Reininger | Vadim Borisov Thomas Emmrich   | 4–6, 6–3, 6–4 |
| 1981 | Thomas Emmrich Jiří Granát          | Ismail El Shafei Richard Meyer | 7–6, 2–6, 6–4 |